# Араратян Вааг Георгійович
Вааг Георгійович Араратян (21 серпня 1902, Тбілісі — 25 вересня 1983, Москва) — вірменський композитор, заслужений діяч мистецтв Вірменської РСР з 1960 року.
У 1916-1921 навчався в Тифліській консерваторії по класу скрипки М. Т. Васильєва. У 1938 закінчив теоретико-композиторський факультет Одеської консерваторії (займався у П. У. Молчанова, А. А. Павленко, М. М. Вілінського). З 1963 жив у Москві.
На тексти поезій Тараса Шевченка створив солоспіви «Заповіт» (1938), «Мені однаково» (1939), «Косар», «Нащо мені чорні брови» (обидва — 1940) та інші. Пам'яті поета присвятив «Елегію» — твір для струнного симфонічного оркестру (1938).